# Canthigaster cyanetron
Canthigaster cyanetron és una espècie de peix de la família dels tetraodòntids i de l'ordre dels tetraodontiformes.

## Morfologia
- Els mascles poden assolir 4,9 cm de longitud total.[4]

## Hàbitat
És un peix marí i de clima subtropical.

## Distribució geogràfica
Es troba a l'illa de Pasqua (Xile).

## Observacions
És inofensiu per als humans.